# Jacqui Drollet
 (octobre 2022).
Si vous disposez d'ouvrages ou d'articles de référence ou si vous connaissez des sites web de qualité traitant du thème abordé ici, merci de compléter l'article en donnant les références utiles à sa vérifiabilité et en les liant à la section « Notes et références ».
Jacqui Drollet (Jacques Harold Tiamatahi, dit Jacqui), né le 22 novembre 1944 à Papeete, est une personnalité politique de la Polynésie française, président du groupe parlementaire de l'Union pour le développement, la stabilité et la paix, représentant les îles du Vent et président de l'Assemblée de la Polynésie française du 14 avril 2011 au 21 avril 2013.

## Biographie
Après avoir obtenu un baccalauréat scientifique au collège La Mennais, il étudie la biologie à Toulouse (1er cycle) et l'océanographie biologique et biologie marine à Marseille (2e cycle), à la station marine d'Endoume. Il revient à Tahiti en 1973. À l'Institut Malardé, il travaille sur la ciguatera et participe à la découverte de l'algue responsable de l'affection.
Il crée en 1974 « Ia ora te natura » (protection de la nature), puis le « Ia Mana te Nunaa » (un parti politique socialiste autogestionnaire). Il est élu maire délégué de Hitia’a en 1995. 
Il est élu à l'Assemblée de la Polynésie française en 1982, 1986, 1996, 2005, 2008 et 2013.
Il est deux fois vice-président du gouvernement polynésien sous la présidence d'Oscar Temaru : de juin à octobre 2004 puis de mars 2005 à décembre 2006 et ministre du Tourisme, de l'Économie, des Finances, du Budget et de la Communication, chargé de la cohérence de l'action gouvernementale, porte-parole du gouvernement. Après la chute du gouvernement en décembre 2006, il réintègre les rangs de l'Assemblée.
En septembre 2007, il devient ministre de la Culture et des Postes et Télécommunications, chargé des nouvelles technologies dans le gouvernement Temaru III.
De retour à l'Assemblée après les élections de février 2008, il devient président du groupe parlementaire de l'Union pour le développement, la stabilité et la paix. De février à novembre 2009, il est ministre du Tourisme et chargé de l'économie numérique dans le gouvernement Temaru IV.
Enfin, à la suite du vote de la motion de censure contre Gaston Tong Sang et la désignation d'Oscar Temaru comme nouveau président de la Polynésie, il succède à ce dernier à la présidence de l'Assemblée le 14 avril 2011. Il s'est fait récemment remarquer en écrivant une lettre au président François Hollande demandant la destitution du Président de la Polynésie française pour corruption.
En 2017, il annonce quitter le monde politique.